# Vincent Chenille
Pour les articles homonymes, voir Vincent et Chenille.
Vincent Chenille est un historien des représentations.

## Biographie
Après une thèse sur la mode dans la coiffure, il a publié avec Marc Gauchée un ouvrage sur les personnages de patrons dans le cinéma français ainsi qu’un autre sur les personnages d’élus politiques. En 2004, il a travaillé et publié sur les représentations alimentaires dans le cinéma ainsi que dans les séries télévisées. Il participe à l’organisation des colloques consacrés à James Bond en 2007 et à Richard Matheson en 2008 à la Bibliothèque nationale de France.
Grand aficionado des séries, il publie depuis dix ans des articles dans des revues de fans de Chapeau melon et bottes de cuir et de James Bond. Il est en poste au département audiovisuel de la Bibliothèque nationale de France.

## Publications
- Vincent Chenille, La Mode dans la coiffure des Français : la norme et le mouvement, 1837-1987, Paris, L'Harmattan, coll. « Logiques sociales », 1996, 302 p. (ISBN 2-7384-4674-4).
- Vincent Chenille et Marc Gauchée, Mais où sont les salauds d'antan ? : 20 ans de patrons dans le cinéma français (1976-1997), Cessey-sur-Tille, Mutine, coll. « Babord », 2001, 41 p. (ISBN 2-911573-17-X).
- Vincent Chenille et Marc Gauchée, Zorros, zéros et zozos : quelques femmes et beaucoup d'hommes politiques dans le cinéma français (1974-1998), Cessey-sur-Tille, Mutine, coll. « Babord », 2003, 67 p. (ISBN 2-911573-25-0).
- Vincent Chenille (préf. Jean-Luc Douin), Le plaisir gastronomique au cinéma, Paris, J.-P. Rocher, 2004, 111 p. (ISBN 2-911361-58-X)[3].
- Vincent Chenille (préf. Jean Tulard, postface Jacques Le Glou), Boire et manger au cinéma, filmographie, Paris, J.-P. Rocher, 2005, 130 p. (ISBN 2-911361-78-4).
- Françoise Hache-Bissette (dir.), Fabien Boully (dir.) et Vincent Chenille (dir.), James Bond (2)007 : anatomie d'un mythe populaire, Paris, Belin, coll. « Histoire et société », 2007, 397 p. (ISBN 978-2-7011-4656-0)[4].
- Vincent Chenille et Claire Dixsaut, Bon appétit, Mr Bond, Paris, A. Viénot, 2008, 285 p. (ISBN 978-2-35326-041-6)[5].
- Françoise Hache-Bissette, Fabien Boully et Vincent Chenille, James Bond 007 : figure mythique, Paris, Autrement, 2008, 185 p. (ISBN 978-2-7467-1188-4).
- Vincent Chenille, Marie Dollé et Denis Mellier, Richard Matheson : il est une légende, Amiens, Encrage, 2011, 264 p. (ISBN 978-2-36058-011-8)[6].
- Vincent Chenille, Variations sur le James Bond theme, Paris, L'Harmattan, 2012, 178 p. (ISBN 978-2-336-00370-2)[7].